# Сур Сингх
Савай Раджа Сур Сингх Ратхор или Сурадж Мал или Сурадж Сингх (хинди सूर सिंह; 24 апреля 1571 — 7 сентября 1619) — раджа раджпутского княжества Марвар (11 июля 1595 — 7 сентября 1619). Его сестра была женой императора Джахангира и матерью Шах-Джахана.

## Ранняя жизнь
Родился 24 апреля 1571 года в Дели. Сын Удай Сингха (1538—1595, раджи Марвара (1583—1595). Его матерью была Раджават Качвахи Манранг Девиджи, старшая жена его отца и дочь раджи Аскарана из Нарвара, который также недолго был раджой Амбера, прежде чем был свергнут в пользу своего дяди, Бхармала . Он был старшим родным братом Мани Бай, через которого он был дядей по материнской линии принца Хуррама и Кишана Сингха, основателя королевства Кишангарх.

## Правление
Сур Сингх наследовал своему отцу после его смерти, и Акбар дал ему тилак 23 июля 1595 года. Акбар даровал ему 16 парганов и мансаб в 2000 зат и савар .
Его послали разобраться в делах Гуджарата в отсутствие принца Мурада, который уехал в Декан. В 1597 году в Гуджарате вспыхнуло восстание, и Сур Сингх был назначен для участия в экспедиции против Бахадура, сына Музаффара Гуджрати. Однако Бахадур бежал с поля боя, не встретившись лицом к лицу с осаждающей армией. В 1599 году он был послан помогать Даниялу Мирзе в завоевании Декана для императора Акбара. В 1604 году по просьбе Данияла Мирзы ему разрешили вернуться в Джодхпур и предоставили Джайтаран и западную половину Мерта-парганы. Он получил наследственный титул Савай Раджи в знак признания его многочисленных заслуг.
Во время правления Джахангира в 1607 году его послали подавить восстание в Гуджарате. В 1608 году он посетил двор императора Джахангира и представил поэта, который писал стихи на языке хинди . Позже в том же году ему было пожаловано 3000 Зат и 2000 Савар. В 1613 году он получил паргану Пхалоди и был назначен императором вместе с принцем Хуррамом для участия в экспедиции на княжество Мевар. По его предложению были созданы местные знания раджи, полностью использованные Хуррамом против Рана Мевара и различных форпостов. В 1615 году он получил звание 5000 Зат и 3300 Савар и был отправлен в Декан, чтобы усмирить различных восставших вассалов. При его отъезде ему была дарована почетная мантия вместе с лошадью.

## Смерть
Сур Сингх умер на действительной службе в Махайкате, Декан, 7 сентября 1619 года.
После его смерти император Джахангир заметил:
Раджа Сурадж Сингх, благодаря тому, что он был воспитан покойным королем (Акбаром) и этим просителем у престола Бога, достиг высокого ранга и великих достоинств. Его территория превосходила территорию его отца или деда.
Согласно Кхьятсу, на момент его смерти власть Сура Сингха распространялась на Джодхпур, Сивану, Джайтаран, Джалор, Саталмар, Соджат, Мерту, Пхалоди, Санчор, Терваду, Мерваду, деревни Горвада, Ратлам и Бхатнагар в Малве, Чоргаон в Декане и Радханпур в Гуджарате.
Ему наследовал его старший сын Гадж Сингх.